# Ocypode
Genre
Ocypode est un genre de crabes de la famille des Ocypodidae. Ils sont communément appelés crabes fantômes.

## Description
Ce sont de petits crabes aplatis, d’une couleur généralement proche de celle du sable (parfois plus jaunes ou rouges) et possédant de grands yeux pédonculés et érigés. 

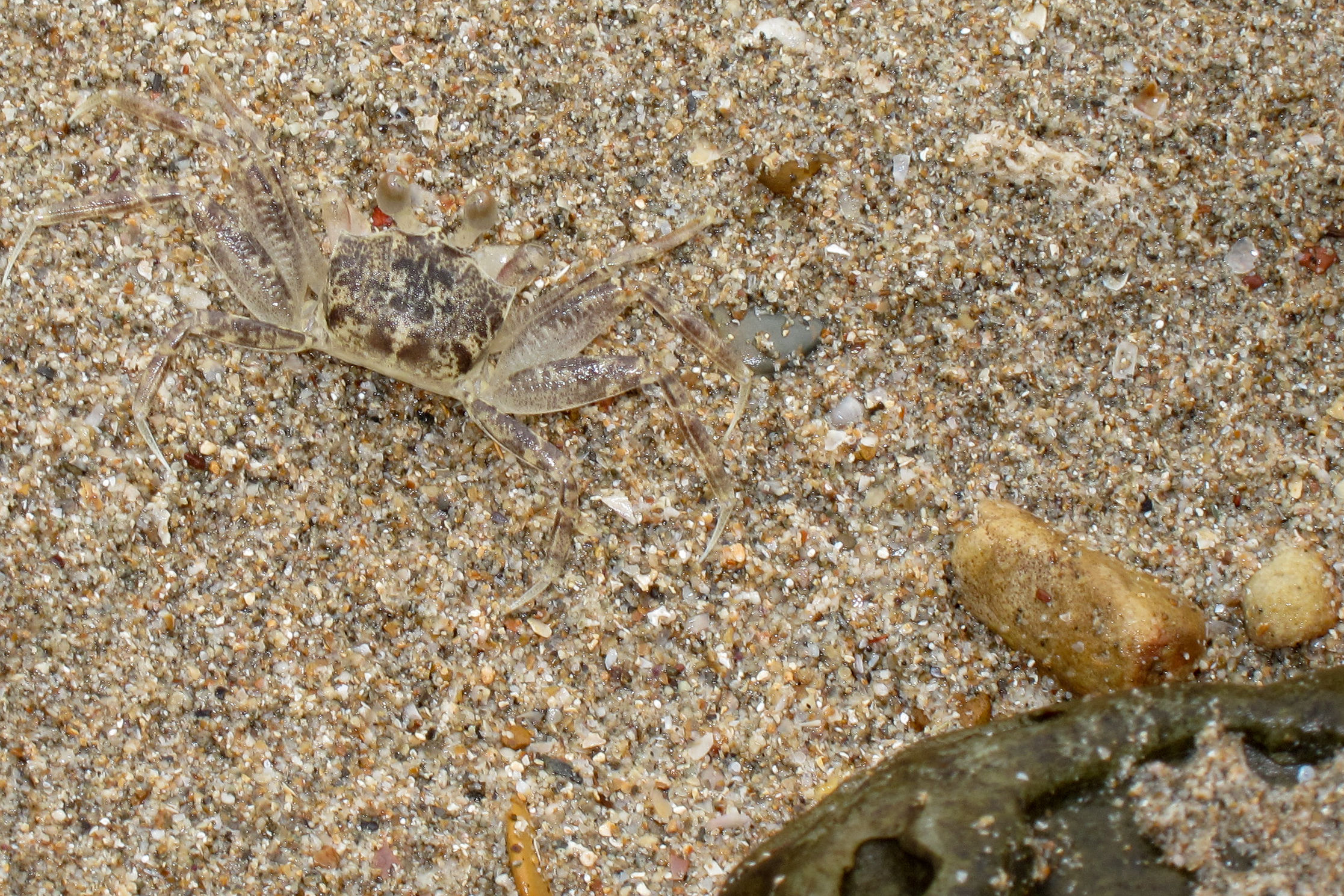
Ocypode pallidula, parc national de Koh Lanta, Thaïlande

Leur appellation de crabe-fantôme est due à leur manière de disparaître de vue instantanément ; ils peuvent courir à plus de 20 km/h en changeant constamment de direction.
Tous les crabes de ce genre possèdent une pince plus grande que l’autre.

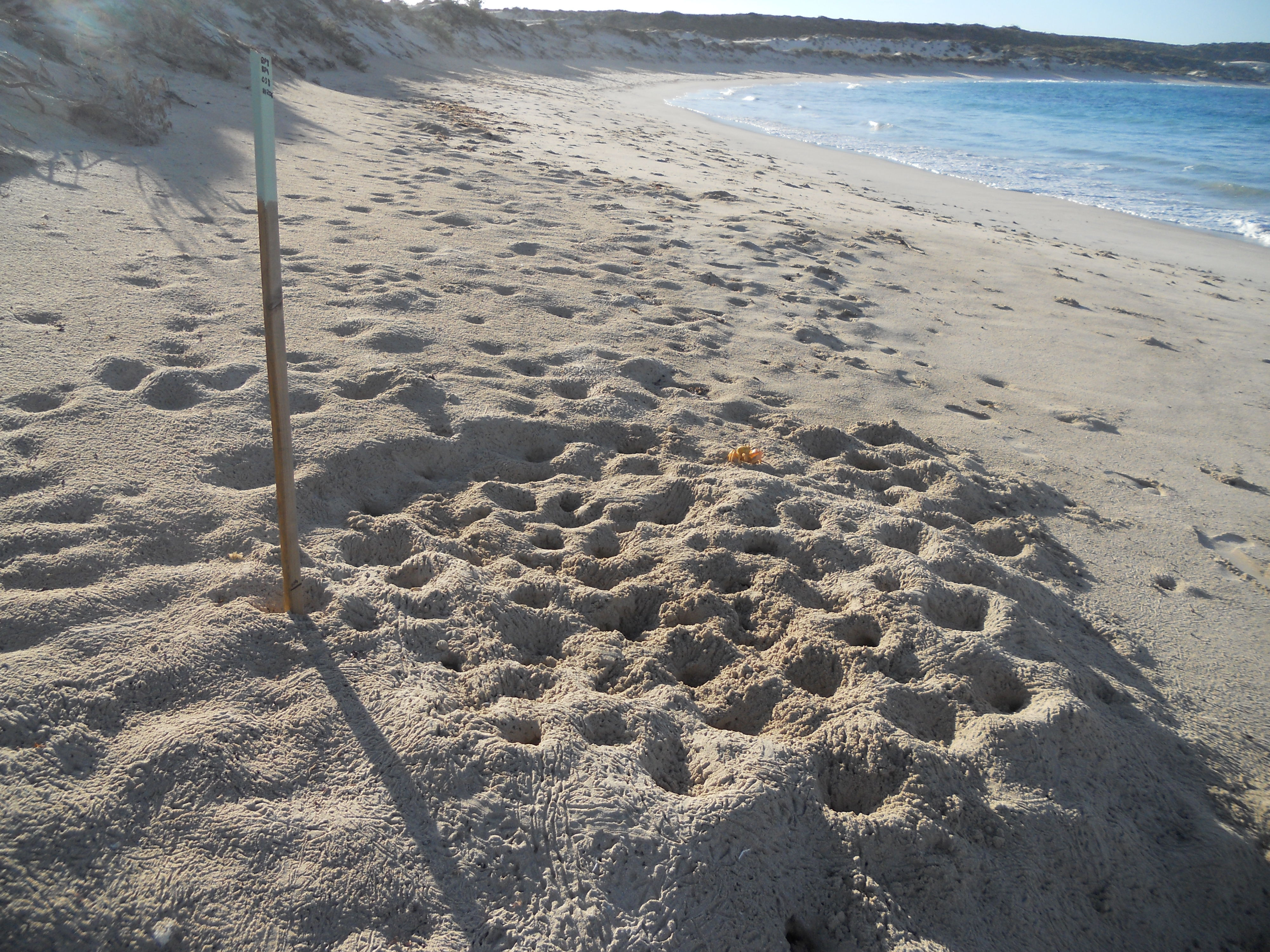
Colonie de crabes fantômes (Ocypode convexa) en Australie.

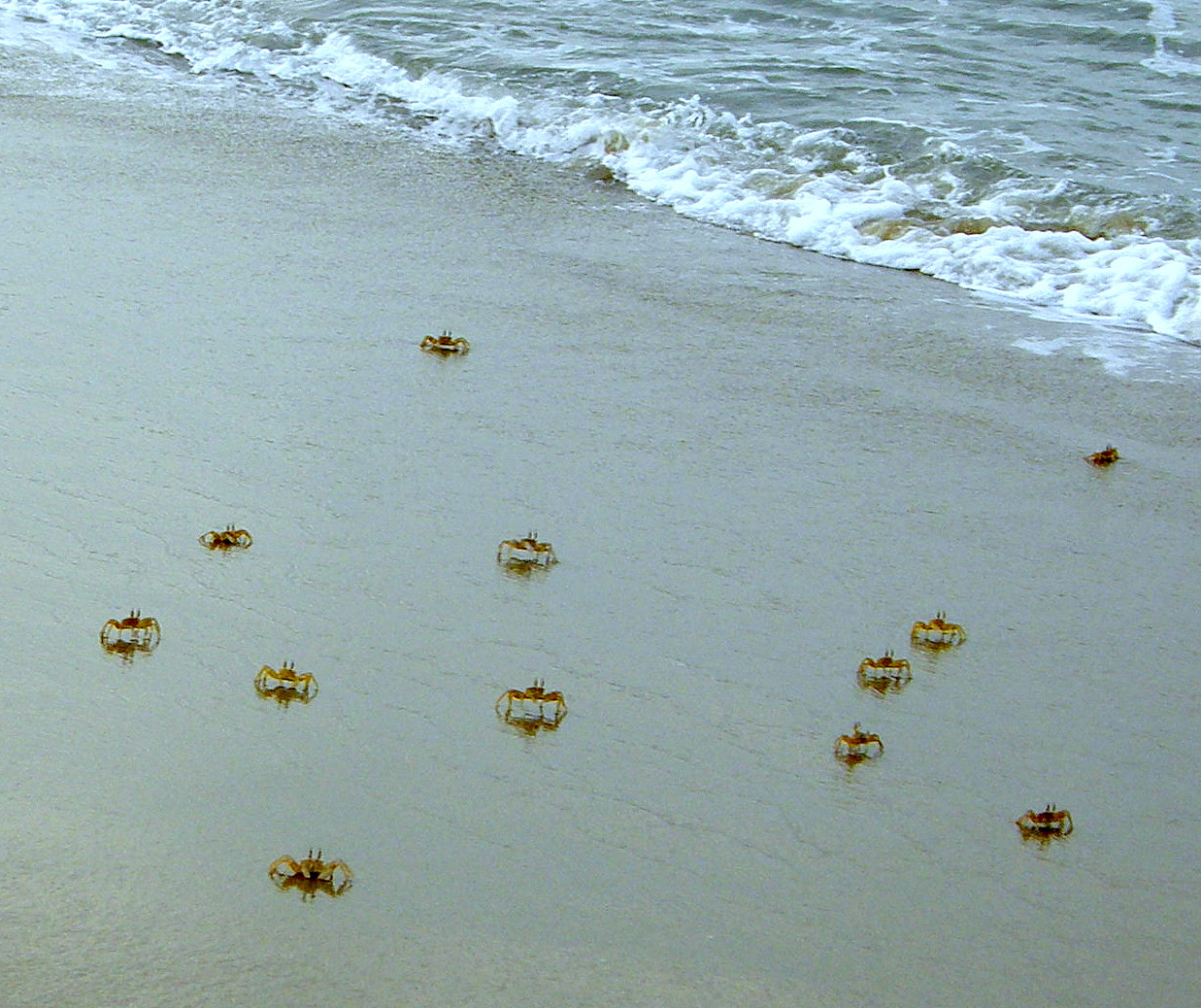
Groupe de crabes fantômes (Ocypode brevicornis en Inde.

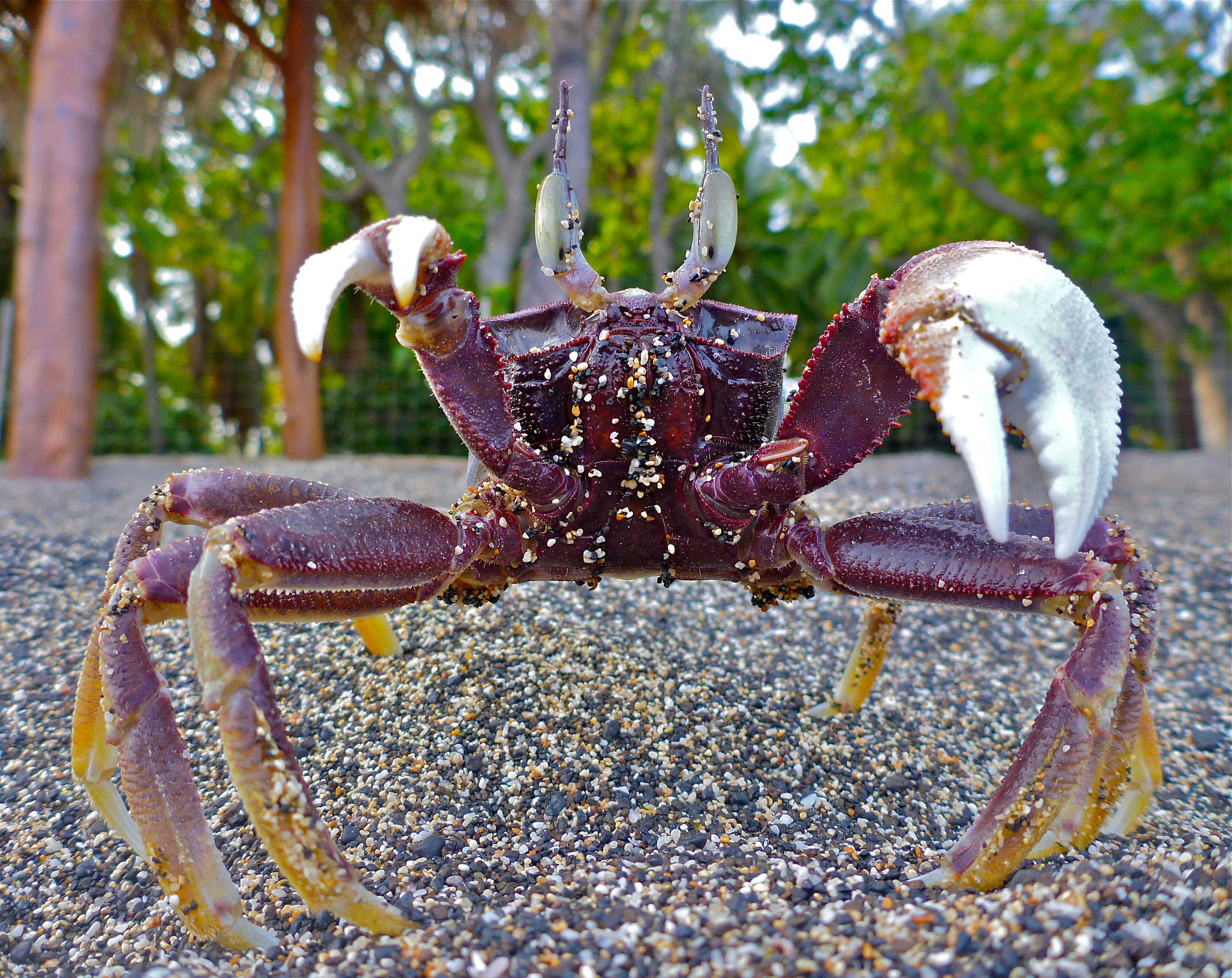
Gros plan sur un individu de Ocypode ceratophthalmus en position d’intimidation à Hawaii. On voit la différence de taille des pinces.

## Habitat et répartition
Ces crabes habitent dans de larges terriers creusés dans le sable, pouvant atteindre des profondeurs de plus d’un mètre.
Les 28 espèces de ce genre sont présentes sur les côtes de nombreuses régions du monde. Par exemple, l’espèce Ocypode quadrata est fréquente à l’est de États-Unis, Ocypode saratan habite sur les côtes de l’océan Indien et de la mer Rouge, alors que Ocypode cordimana habite sur les côtes du nord de l’Australie. Certains sont également présent en mer Méditerranée, notamment sur les plages de Kalkan en Turquie.

## Écologie et comportement
Ces crabes sont carnivores et ils sortent à la tombée de la nuit pour se nourrir de tous les débris rejetés par la marée qu’ils trouvent sur la plage.
Les œufs sont pélagiques et sont pondus par les femelles dans l’océan.

## Liste des espèces
Selon World Register of Marine Species (26 mars 2014) :
- Ocypode africana De Man, 1881
- Ocypode brevicornis H. Milne Edwards, 1837
- Ocypode ceratophthalmus (Pallas, 1772)
- Ocypode convexa Quoy & Gaimard, 1824
- Ocypode cordimanus Desmarest, 1825
- Ocypode cursor (Linnaeus, 1758)
- Ocypode fabricii H. Milne Edwards, 1837
- Ocypode gaudichaudii H. Milne Edwards & Lucas, 1843
- Ocypode jousseaumei Nobili, 1905
- Ocypode kuhli de Haan, 1835
- Ocypode longicornuta Dana, 1852
- Ocypode macrocera H. Milne Edwards, 1852
- Ocypode madagascarensis Crosnier, 1965
- Ocypode mortoni George, 1982
- Ocypode nobilii De Man, 1902
- Ocypode occidentalis Stimpson, 1860
- Ocypode pallidula Jacquinot in Hombron & Jacquinot, 1852
- Ocypode pauliani Crosnier, 1965
- Ocypode platytarsis H. Milne Edwards, 1852
- Ocypode pygoides Ortmann, 1894
- Ocypode quadrata (Fabricius, 1787)
- Ocypode rotundata Miers, 1882
- Ocypode ryderi (Kingsley, 1881)
- Ocypode saratan (Forsskål, 1775)
- Ocypode sinensis Dai, Song & Yang, 1985
- Ocypode stimpsoni Ortmann, 1897
- Ocypode laevis Fabricius, 1798
- Ocypode minuta Fabricius, 1798

## Galerie

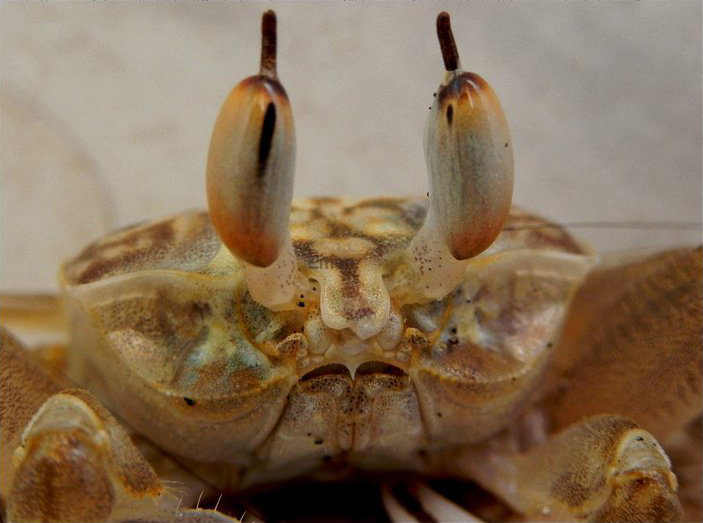
Ocypode brevicornis
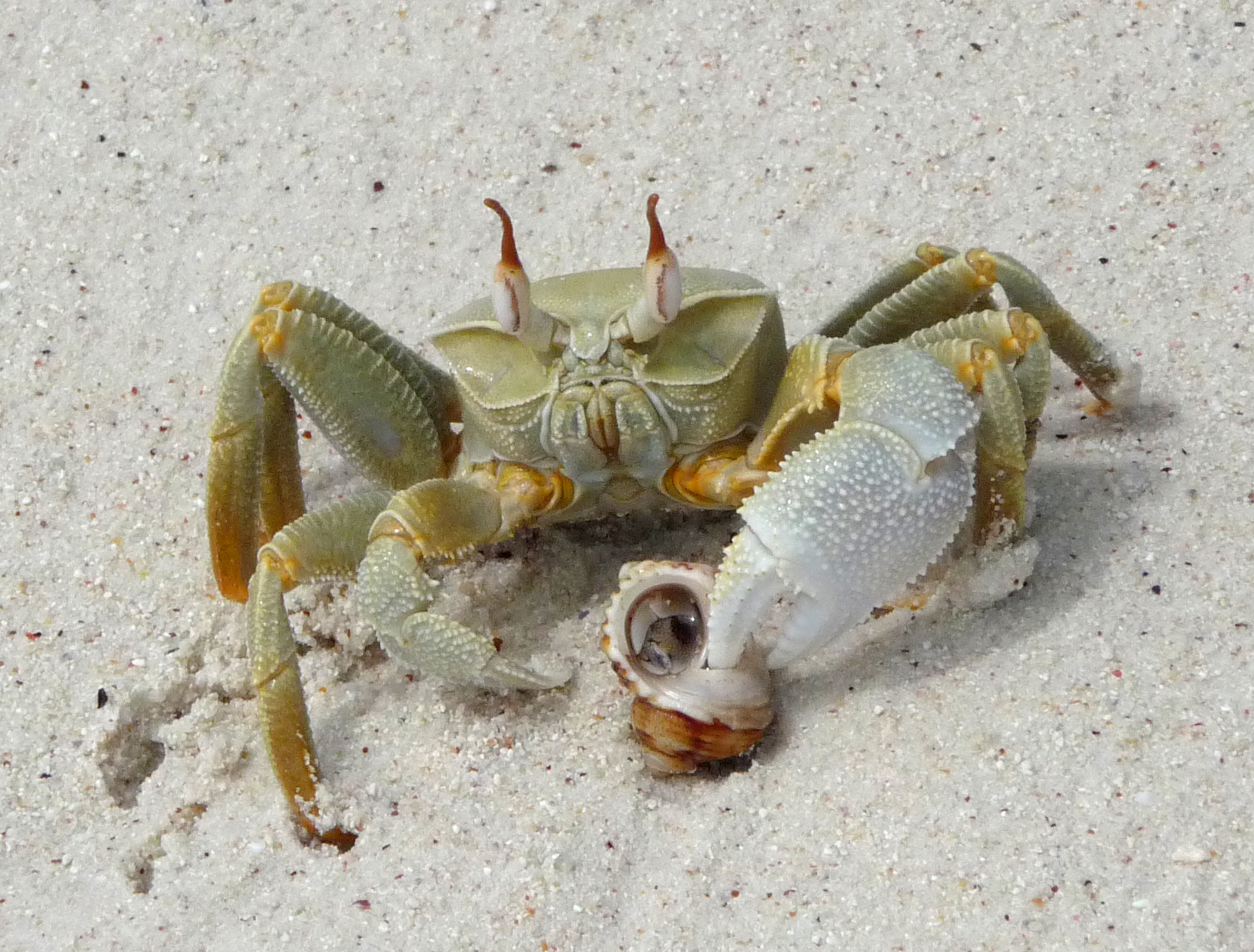
Ocypode ceratophthalmus
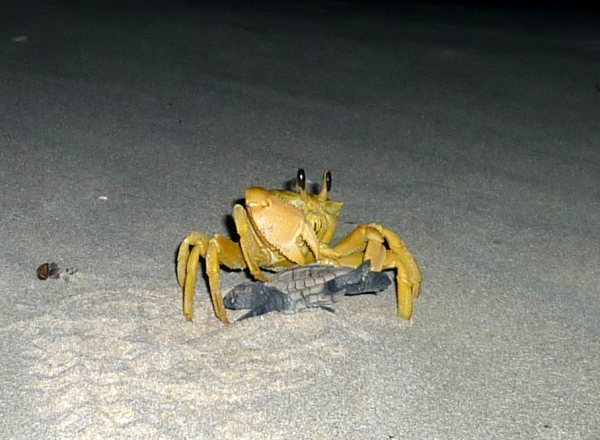
Ocypode convexa
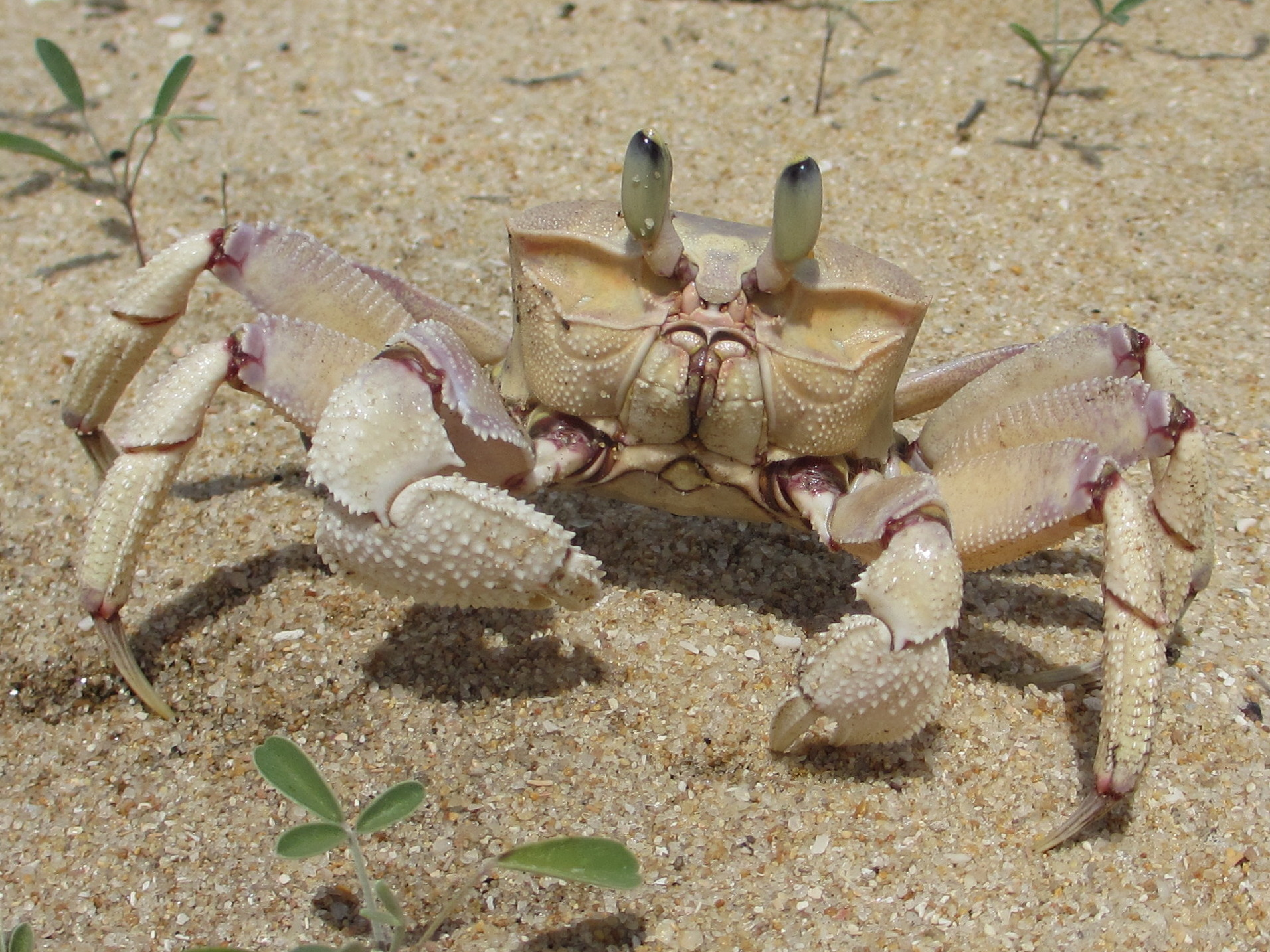
Ocypode cordimanus
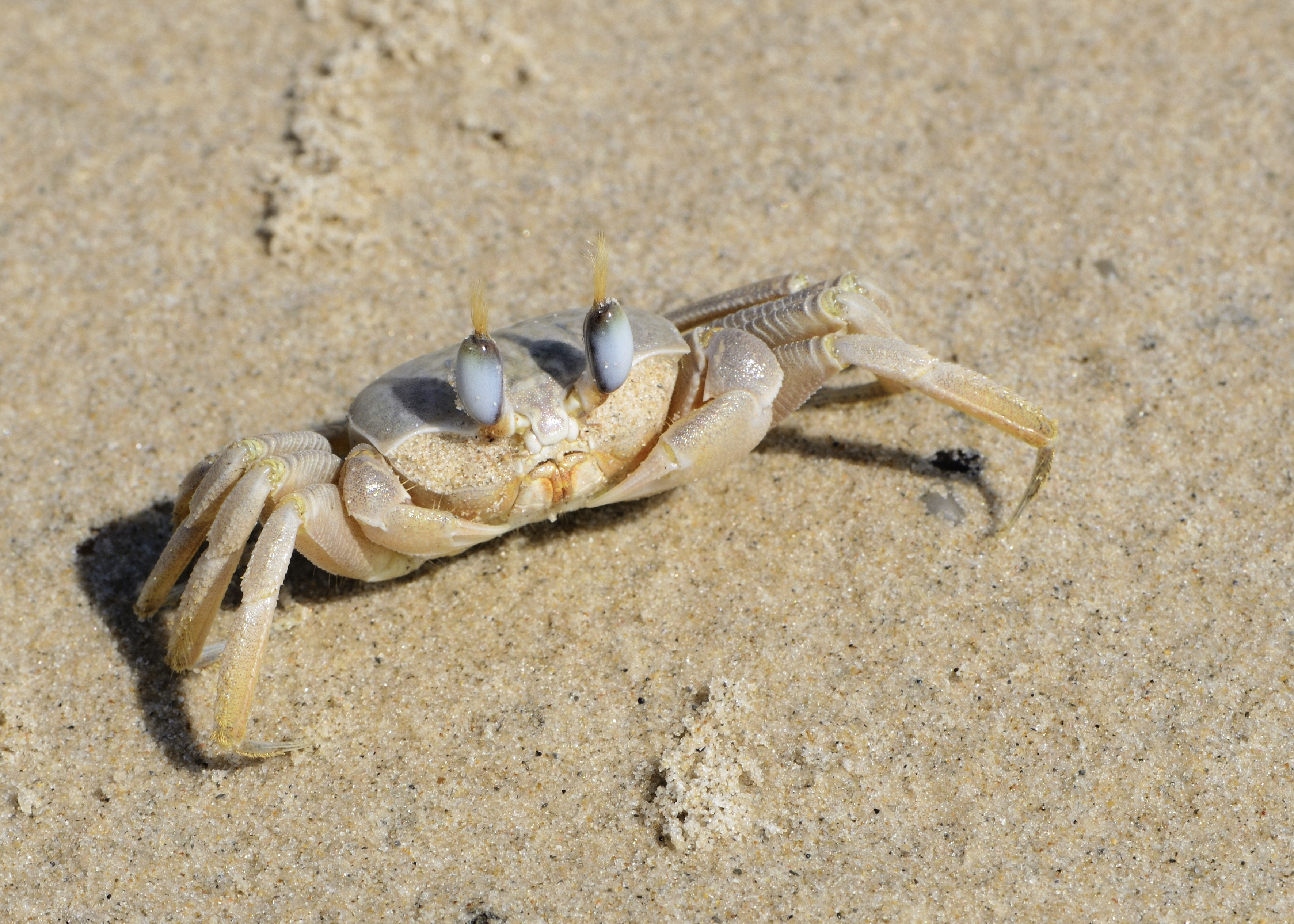
Ocypode cursor
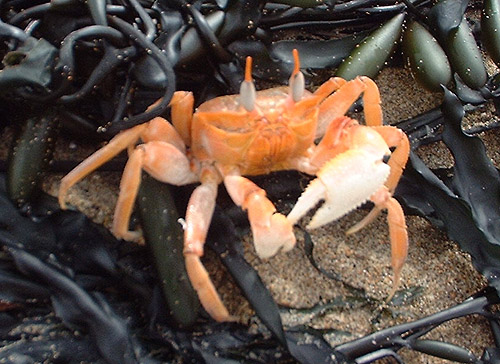
Ocypode gaudichaudii
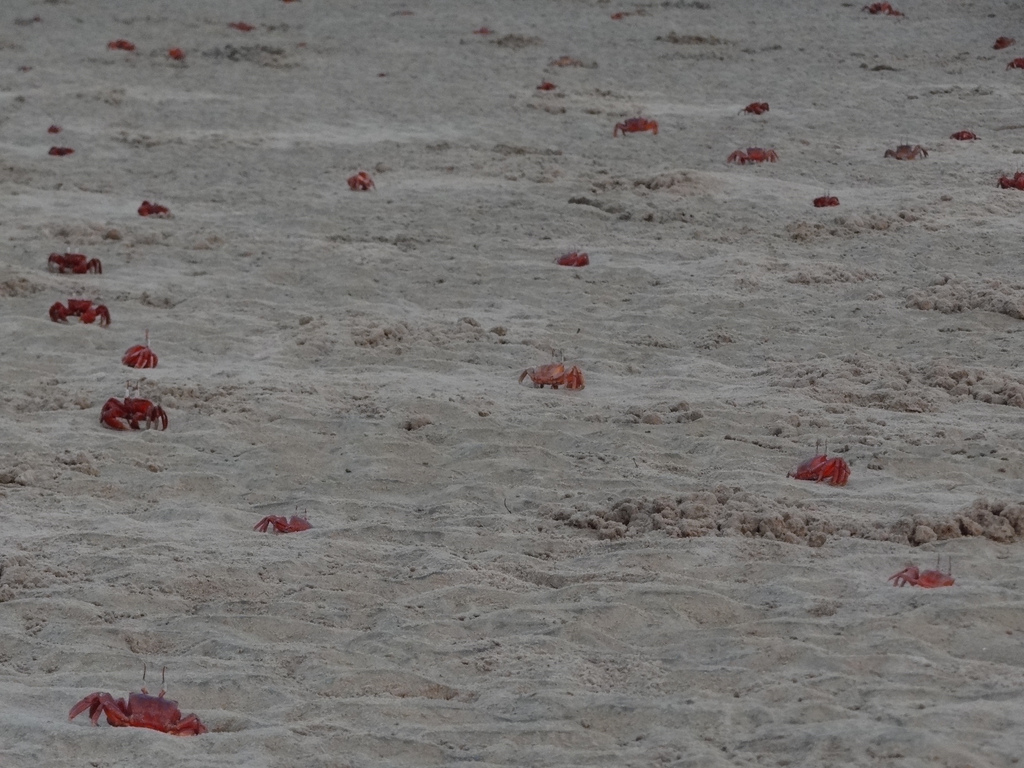
Ocypode macrocera
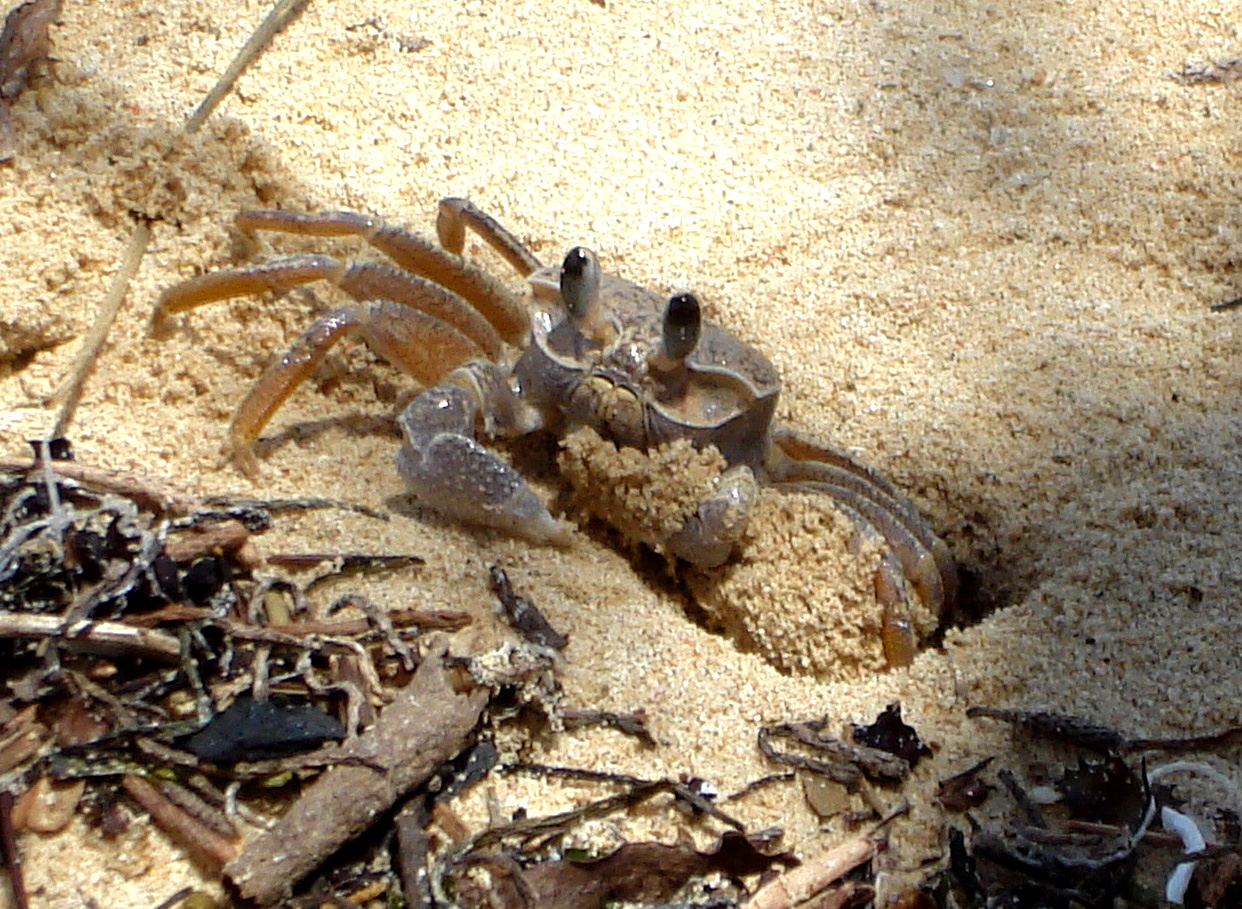
Ocypode madagascariensis
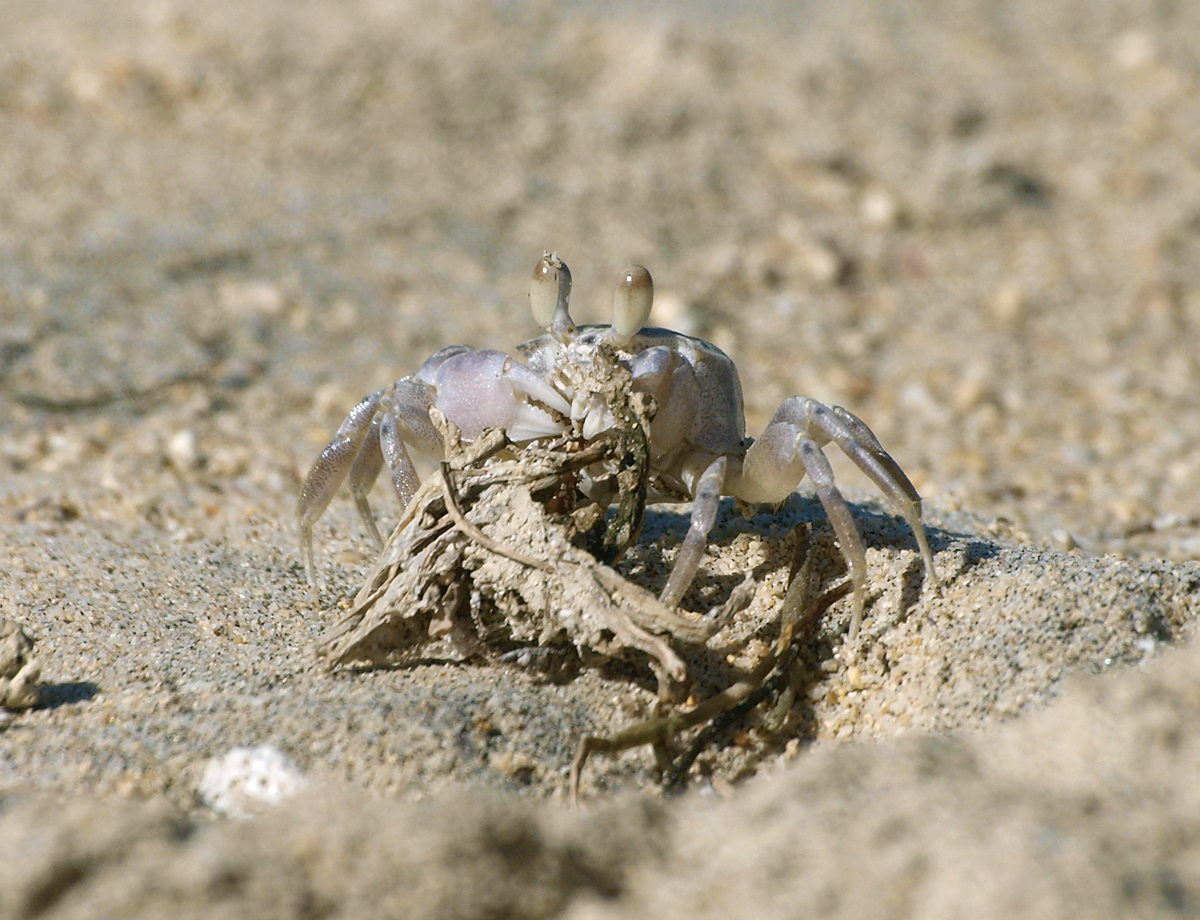
Ocypode pallidula
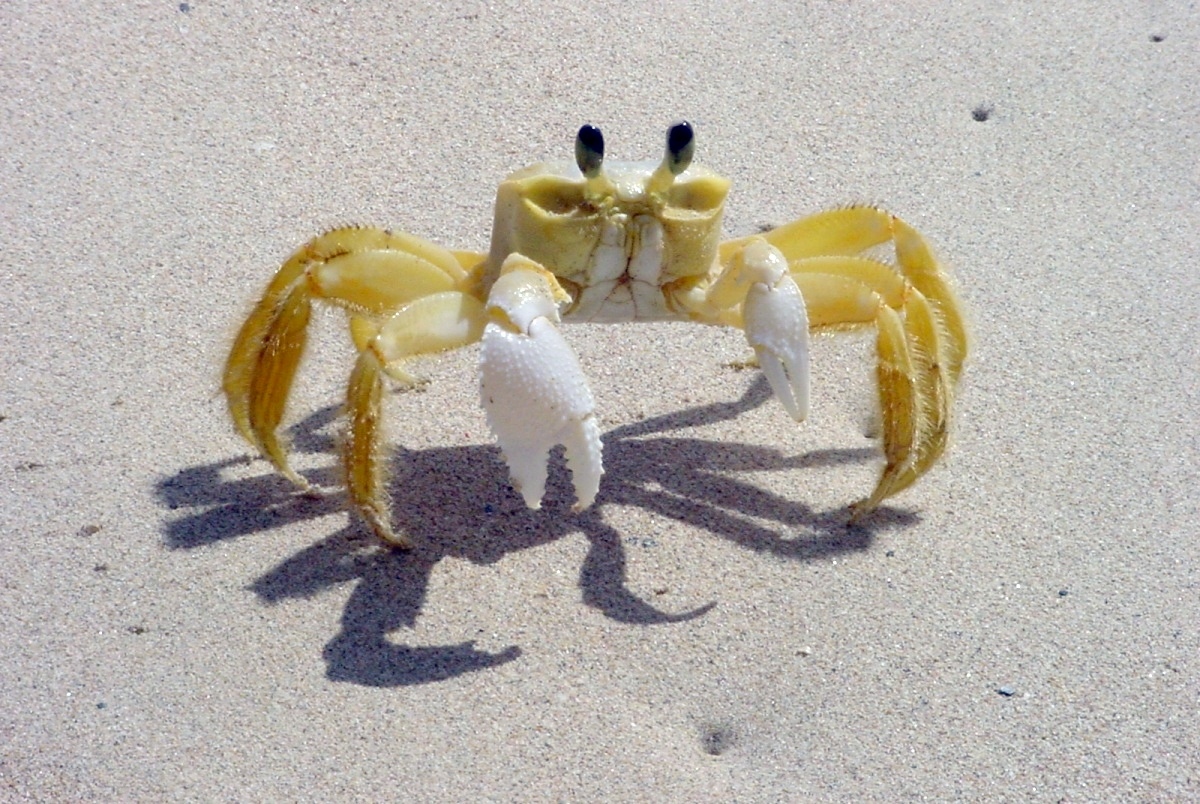
Ocypode quadrata
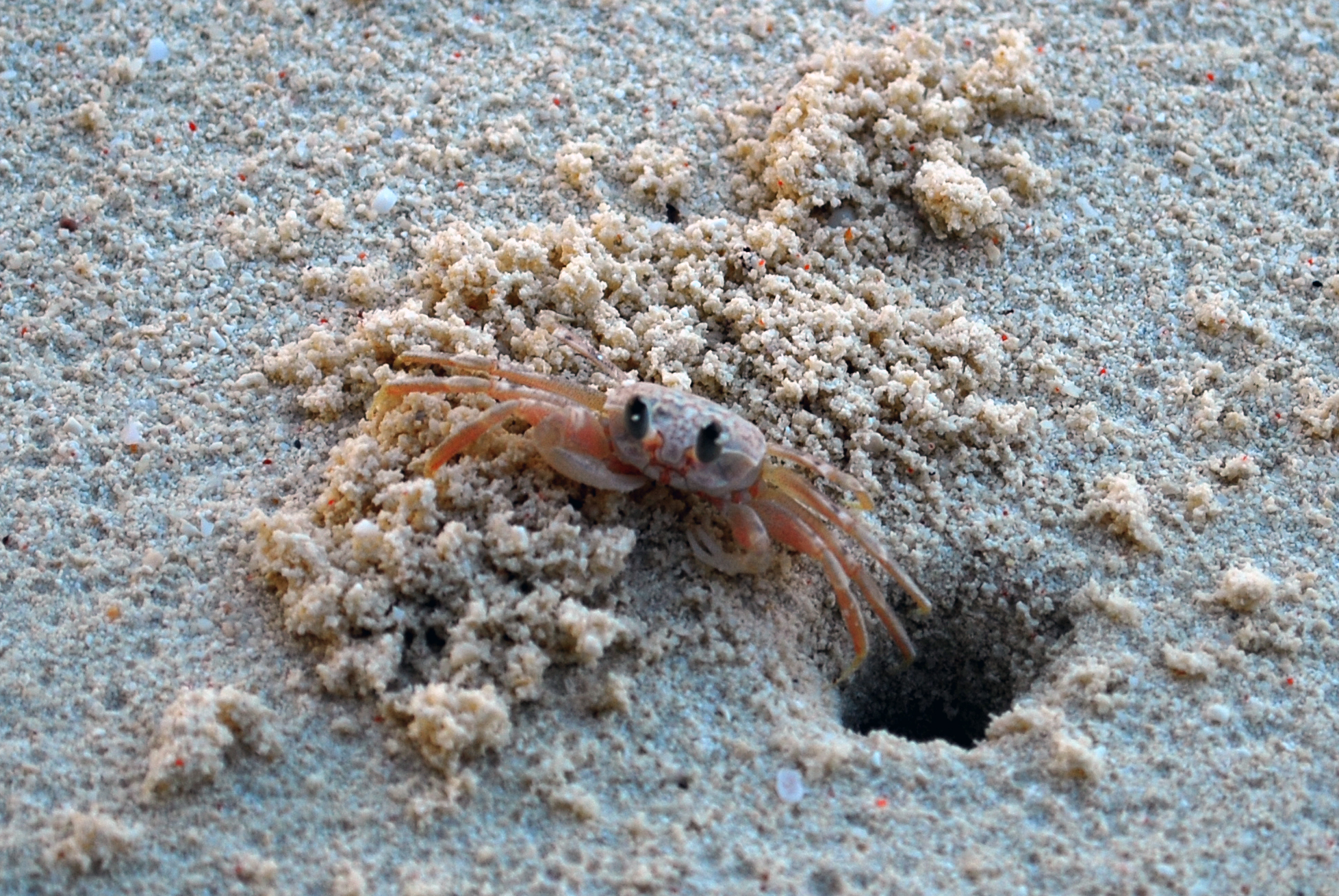
Ocypode ryderi
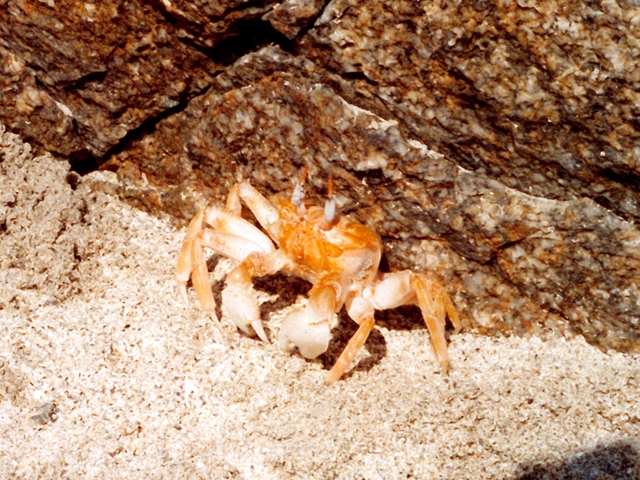
Ocypode stimpsoni